# Europäisches Olympisches Winter-Jugendfestival 2013
Das Europäische Olympische Winter-Jugendfestival 2013 (European Youth Winter Olympic Festival 2013), fand vom 17. bis zum 22. Februar 2013 in Brașov statt.

## Wettkampfstätten
| Wettkampfstätte                       | Ort           | Sportarten                          |
| ------------------------------------- | ------------- | ----------------------------------- |
| Brașov Olympic Ice Rink               | Brașov        | Eishockey                           |
| Sub Teleferic, Poiana Brașov Ice Rink | Poiana Brașov | Ski Alpin, Eiskunstlauf, Shorttrack |
| Valea Râșnoavei Sport Center          | Predeal       | Skilanglauf                         |
| Valea Cărbunării Ski Jumping Hill     | Râșnov        | Skispringen                         |
| Cheile Grădiștei Arena                | Fundata       | Biathlon                            |
| Clăbucet Sosire (Arrival) Slope       | Predeal       | Snowboard                           |

## Sportarten, Zeitplan und Resultate
| Zeitplan des Europäischen Olympischen Winter-Jugendfestival 2013 (mit Anzahl der Entscheidungen) | Zeitplan des Europäischen Olympischen Winter-Jugendfestival 2013 (mit Anzahl der Entscheidungen) | Zeitplan des Europäischen Olympischen Winter-Jugendfestival 2013 (mit Anzahl der Entscheidungen) | Zeitplan des Europäischen Olympischen Winter-Jugendfestival 2013 (mit Anzahl der Entscheidungen) | Zeitplan des Europäischen Olympischen Winter-Jugendfestival 2013 (mit Anzahl der Entscheidungen) | Zeitplan des Europäischen Olympischen Winter-Jugendfestival 2013 (mit Anzahl der Entscheidungen) | Zeitplan des Europäischen Olympischen Winter-Jugendfestival 2013 (mit Anzahl der Entscheidungen) | Zeitplan des Europäischen Olympischen Winter-Jugendfestival 2013 (mit Anzahl der Entscheidungen) |
| ------------------------------------------------------------------------------------------------ | ------------------------------------------------------------------------------------------------ | ------------------------------------------------------------------------------------------------ | ------------------------------------------------------------------------------------------------ | ------------------------------------------------------------------------------------------------ | ------------------------------------------------------------------------------------------------ | ------------------------------------------------------------------------------------------------ | ------------------------------------------------------------------------------------------------ |
| EF                                                                                               | Eröffnungsfeier                                                                                  | ●                                                                                                | Qualifikationswettkämpfe                                                                         | ●                                                                                                | Medaillenentscheidungen/Anzahl                                                                   | SF                                                                                               | Schlussfeier                                                                                     |

| Disziplin       | Disziplin       | Disziplin       | So. 17. | Mo. 18. | Di. 19. | Mi. 20. | Do. 21. | Fr. 22. | Entscheidungen |
| Disziplin       | Disziplin       | Disziplin       | Februar | Februar | Februar | Februar | Februar | Februar | Entscheidungen |
| --------------- | --------------- | --------------- | ------- | ------- | ------- | ------- | ------- | ------- | -------------- |
| Eröffnungsfeier | Eröffnungsfeier | Eröffnungsfeier | EF      |         |         |         |         |         | –              |
| Biathlon        | Biathlon        | Biathlon        |         |         | 2       |         | 2       | 1       | 5              |
| Eishockey       | Eishockey       | Eishockey       |         | ●       | ●       | ●       | ●       | 1       | 4              |
| Eislauf         | Eiskunstlauf    | Eiskunstlauf    |         |         |         | ●       | 1       | 1       | 2              |
| Eislauf         | Shorttrack      | Shorttrack      | 2       | 2       | 3       |         |         |         | 7              |
| Skisport        | Ski Alpin       | Ski Alpin       |         | 1       | 1       | 1       | 1       | 1       | 5              |
| Skisport        | Ski Nordisch    | Skilanglauf     |         | 2       | 2       |         | 2       | 1       | 7              |
| Skisport        | Ski Nordisch    | Skispringen     |         | 1       | 1       | 1       | 1       | 1       | 5              |
| Skisport        | Snowboard       | Snowboard       |         |         | 2       |         | 2       |         | 4              |
| Schlussfeier    | Schlussfeier    | Schlussfeier    |         |         |         |         |         | SF      |                |
| Entscheidungen  | Entscheidungen  | Entscheidungen  | 2       | 6       | 11      | 2       | 8       | 6       | 36             |

## Teilnehmer
| 1465 Teilnehmer aus 45 Ländern | 1465 Teilnehmer aus 45 Ländern | 1465 Teilnehmer aus 45 Ländern | 1465 Teilnehmer aus 45 Ländern |
| --- | --- | --- | ------------------------------ |
| - Albanien - Andorra - Armenien - Belarus - Belgien - Bosnien und Herzegowina - Bulgarien - Dänemark - Deutschland - Estland - Finnland - Frankreich - Georgien - Großbritannien - Griechenland | - Island - Irland - Italien - Kroatien - Lettland - Liechtenstein - Litauen - Luxemburg - Mazedonien - Moldau - Monaco - Montenegro - Niederlande - Norwegen - Österreich | - Polen - Rumänien - Russland - San Marino - Schweden - Schweiz - Serbien - Slowakei - Slowenien - Spanien - Tschechien - Türkei - Ukraine - Ungarn - Zypern |                                |

## Symbolik

### Logo
Das Logo stellt eine Schneeflocke in den Olympischen Farben dar. Die Grundidee dahinter war, dass sich jede Schneeflocke von der anderen unterscheidet und dass sie, obwohl sie unabhängig voneinander so zerbrechlich sind, zusammenwachsen, ähnlich wie jeder Athlet seine eigenen Stärken und Qualitäten hat und wie der Teamgeist sie noch größer macht.

### Maskottchen
Als Maskottchen wurde Martin, ein Braunbär, gewählt. Gekleidet war er in den rumänischen Nationalfarben Blau, Gelb und Rot.

### Medaillen
Die Medaillen wurden von einer Gießerei in Bukarest hergestellt.

## Medaillenspiegel
| Platz  | Mannschaft     | Gold | Silber | Bronze | Gesamt |
| ------ | -------------- | ---- | ------ | ------ | ------ |
| 1      | Russland       | 11   | 7      | 4      | 22     |
| 2      | Deutschland    | 6    | 7      | 3      | 16     |
| 3      | Frankreich     | 4    | 3      | 5      | 12     |
| 4      | Slowenien      | 3    | 3      | 4      | 10     |
| 5      | Österreich     | 2    | 4      | 6      | 12     |
| 6      | Italien        | 2    | 4      | 2      | 6      |
| 7      | Norwegen       | 2    | 2      | 2      | 6      |
| 8      | Rumänien       | 1    | 2      | –      | 3      |
| 9      | Polen          | 1    | 1      | 2      | 4      |
| 10     | Ukraine        | 1    | 1      | 1      | 3      |
| 11     | Schweiz        | 1    | –      | 3      | 4      |
| 12     | Finnland       | 1    | –      | 1      | 2      |
| 13     | Tschechien     | 1    | –      | –      | 1      |
| 14     | Großbritannien | –    | 1      | –      | 1      |
| 14     | Litauen        | –    | 1      | –      | 1      |
| 16     | Belarus        | –    | –      | 1      | 1      |
| 16     | Estland        | –    | –      | 1      | 1      |
| 16     | Niederlande    | –    | –      | 1      | 1      |
| Gesamt | Gesamt         | 36   | 36     | 36     | 108    |